# Григориј Тарасевич
Григориј Аркадјевич Тарасевич (рус. Григорий Аркадьевич Тарасевич; Омск, 1. август 1995) руски је пливач и репрезентативац. Његова специјалности је пливање леђним стилом.
Пливање је почео да тренира као шестогодишњи дечак захваљујући својим родитељима који су радили као пливачки тренери. Професионалним пливањем почиње да се бави након одласка на студије у Сједињене Државе где студира машинство на Универзитету Луизвил.
На међународним такмичењима дебитовао је током 2013. годне када је на европском јуниорском првенству у Пољској освојио три златне медаље (на 50 и 100 метара леђно и у штафети 4×100 мешовито). Месец дана касније учестовао је на светском јуниорском првенству у Кини где је такође освојио три медаље, укључујући и титулу светског јуниорског првака у трци на 50 метара леђно. 
Две године касније дебитовао је и на сениорским светским првенствима, а у Казању 2015. такмичио се у тркама на 50, 100 и 200 метара леђно, те у штафети 4×100 мешовито са којом је и остварио најбољи резултат, пето место. 
Захваљујући одличним резултатима на европском сениорском првенству одржаном 2016. у Лондону где је освојио сребро на 100 и бронзу на 50 метара леђно, успео је да се квалификује и за Летње олимпијске игре 2016. у Рио де Жанеиру. Најбољи резултати у Рију били су му 9. место у трци на 100 леђно (с временом 53,46 секунде), те 4. место на 4×100 мешовито. 
На светском првенству 2017. у Будимпешти наступио је у две појединачне и у једној штафетној трци, а најбољи резултат остварио је штафети 4×100 мешовито у којој је руски тим освојио бронзану медаљу. У трци на 50 метара леђно заузео је 9. место у полуфиналу и свега 2 стотинке су га делиле од места у финалу (пливао је 24,86 секунди). На дупло дужој деоници успео је да се пласира у финале где је са резултатом 53,12 заузео укупно 5. место у финалу. 